# 新比贝格
新比贝格（德語：Neubiberg，發音：[nɔʏˈbiːbɛʁk]）是德国巴伐利亚州上巴伐利亚行政区慕尼黑县的市镇，面积5.77平方千米，2023年12月31日人口为14,618人。